# Esperanza (Agusan del Sur)
Esperanza ist eine philippinische Stadtgemeinde in der Provinz Agusan del Sur. Sie hat 54.801 Einwohner (Zensus 1. August 2015).

## Baranggays
Esperanza ist politisch unterteilt in 47 Baranggays.
| - Anolingan - Bakingking - Bentahon - Bunaguit - Catmonon - Concordia - Dakutan - Duangan - Mac-Arthur - Guadalupe - Hawilian - Labao - Maasin - Mahagcot - Milagros - Nato | - Oro - Poblacion - Remedios - Salug - San Toribio - Santa Fe - Segunda - Tagabase - Taganahaw - Tagbalili - Tahina - Tandang Sora - Agsabu - Aguinaldo - Balubo - Cebulan | - Crossing Luna - Cubo - Guibonon - Kalabuan - Kinamaybay - Langag - Maliwanag - New Gingoog - Odiong - Piglawigan - Batohon - San Isidro - San Jose - San Vicente - Sinakungan - Valentina |